# ری کوانگ هایاک
ری کوانگ هایاک (انگلیسی: Ri Kwang-hyok؛ زادهٔ ۱۷ آوریل ۱۹۸۷) یک بازیکن فوتبال اهل کره شمالی است.
وی همچنین در تیم‌های ملی فوتبال کره شمالی بازی کرده‌است.